# Festival da Canção 2010
Das 45. Festival da Canção fand am 6. März 2010 im Campo Pequeno in Lissabon statt. Der austragende Fernsehsender war Rádio e Televisão de Portugal (RTP). Gleichzeitig diente es als portugiesischer Vorentscheid für den Eurovision Song Contest 2010 in Norwegen. Es nahmen insgesamt 24 Kandidaten in zwei Halbfinalen teil, von denen sich jeweils die ersten sechs für das Finale qualifizieren konnten, das Finale fand somit mit 12 Kandidaten statt.
Im Finale am 6. März wurde per Televoting und per Jury (jeweils 50 % Einfluss) abgestimmt. Sieger des Wettbewerbs und damit Portugals Beitrag zum Eurovision Song Contest in Oslo war die Sängerin Filipa Azevedo mit dem Song Há dias assim, die sich im ersten Halbfinale mit 89 Punkten für das Finale qualifizierte und dort den 18. von 25. Plätzen belegte.

## Teilnehmer
1. Halbfinale
| Rang. | Interpret            | Lied                      | Musik und Text                                                     | Startnummer | Punkte |
| ----- | -------------------- | ------------------------- | ------------------------------------------------------------------ | ----------- | ------ |
| 1.    | Nuno Pinto           | Fogo lento                | T/M: Américo Faria                                                 | 7.          | 2080   |
| 2.    | Vanessa              | Alvorada                  | T: Nuno Marques da Silva; M: Nuno Feist                            | 12.         | 1635   |
| 3.    | The Agency           | É assim que as coisas são | T/M: The Agency                                                    | 9.          | 1614   |
| 4.    | Filipa Azevedo       | Há dias assim             | T/M: Augusto Madureira                                             | 4.          | 1472   |
| 5.    | Filipa Galvão Telles | O amor não sabe           | T: António Tinoco; M: José Campos Sousa                            | 8.          | 1194   |
| 6.    | Jorge Guerreiro      | Ai Lisboa (meu encanto)   | T: Catarina Martins; M: José Félix                                 | 5.          | 794    |
| 7.    | Ouro                 | Arco-íris dentro de mim   | T: Paulo Abreu de Lima; M: Jan Van Dijck, José Castanheira         | 2.          | 757    |
| 8.    | Dennisa              | Meu mundo de sonhos       | T: João Novo; M: Barreto, João Sanguinheira                        | 6.          | 699    |
| 9.    | Evelyne Filipe       | A tua voz                 | T: Evelyne Filipe; M: Joachim Vermeulen Windsant, Maarten ten Hove | 11.         | 527    |
| 10.   | Claudisabel          | Contra tudo e todos       | T: Luis André Florindo; M: Jordi Cubino                            | 3.          | 316    |
| 11.   | Gonçalo Madruga      | Cores de um mundo         | T/M: Gonçalo Madruga                                               | 10.         | 290    |
| 12.   | Nucha                | Chuva                     | T: Nuno Valério; M: Marios Gligoris                                | 1.          | 278    |

2. Halbfinale
| Rang. | Interpret           | Lied                                   | Musik und Text                                       | Startnummer | Punkte |
| ----- | ------------------- | -------------------------------------- | ---------------------------------------------------- | ----------- | ------ |
| 1.    | Catarina Pereira    | Canta por mim                          | T: Carlos Coelho; M: Andrej Babić                    | 5.          | 4614   |
| 2.    | Ricardo Martins     | Caminheiro de mim                      | T/M: Ricardo Martins                                 | 2.          | 4226   |
| 3.    | Banda Trocopasso    | O mundo de pernas para o ar            | T/M: Jorge Oliveira                                  | 11.         | 3978   |
| 4.    | Seis Po' Meia Dúzia | Pássaro saudade                        | T: Irene Lúcia Andrade; M: Ricardo Rodrigues         | 12.         | 2689   |
| 5.    | Gonçalo Tavares     | Rios                                   | T/M: Gonçalo Tavares                                 | 10.         | 1783   |
| 6.    | Rui Nova            | Uma canção à Cid (O sol e as estrelas) | T/M: Rui Nova                                        | 1.          | 1689   |
| 7.    | Nina Pinto          | Meu coração não é meu                  | T: Augusto Madureira; M: Marios Gligoris             | 9.          | 972    |
| 8.    | Filipe Delgado      | Serei eu                               | T/M: Ernesto Leite                                   | 6.          | 946    |
| 9.    | Nuno & Fábia        | Amar (Vieste para me salvar)           | T: Pedro Vaz; M: Pedro Britohá                       | 3.          | 854    |
| 10.   | David Navarro       | Quem é que será                        | T/M: J.M., Jorge Moreira, Jorge do Carmo, Tó Andrade | 4.          | 835    |
| 11.   | Terra D'Água        | Amanhã no mar                          | T: Tiago Espírito Santo; M: Davide Zaccariahá        | 8.          | 828    |
| 12.   | V-Boy               | Quando eu penso em ti                  | T: Vítor dos Santos; M: Mauro Guerreiro              | 7.          | 464    |

Finale
| Startnr. | Interpret            | Lied                                   | Musik und Text                               | Rang | Punkte (Jury/Televoting) |
| -------- | -------------------- | -------------------------------------- | -------------------------------------------- | ---- | ------------------------ |
| 1.       | Filipa Galvão Telles | O amor não sabe                        | T: António Tinoco; M: José Campos Sousa      | 12.  | 0                        |
| 2.       | Banda Trocopasso     | O mundo de pernas para o ar            | T/M: Jorge Oliveira                          | 4.   | 13 (5/8)                 |
| 3.       | Jorge Guerreiro      | Ai Lisboa (meu encanto)                | T: Catarina Martins; M: José Félix           | 10.  | 1 (1/0)                  |
| 4.       | Ricardo Martins      | Caminheiro de mim                      | T/M: Ricardo Martins                         | 7.   | 12 (2/10)                |
| 5.       | The Agency           | É assim que as coisas são              | T/M: The Agency                              | 5.   | 12 (10/2)                |
| 6.       | Seis Po' Meia Dúzia  | Pássaro saudade                        | T: Irene Lúcia Andrade; M: Ricardo Rodrigues | 8.   | 7 (3/4)                  |
| 7.       | Nuno Pinto           | Fogo lento                             | T/M: Américo Faria                           | 6.   | 12 (7/5)                 |
| 8.       | Catarina Pereira     | Canta por mim                          | T: Carlos Coelho; M: Andrej Babić            | 2.   | 18 (6/12)                |
| 9.       | Filipa Azevedo       | Há Dias Assim                          | T/M: Augusto Madureira                       | 1.   | 19 (12/7)                |
| 10.      | Gonçalo Tavares      | Rios                                   | T/M: Gonçalo Tavares                         | 9.   | 7 (4/3)                  |
| 11.      | Vanessa              | Alvorada                               | T: Nuno Marques da Silva; M: Nuno Feist      | 3.   | 14 (8/6)                 |
| 12.      | Rui Nova             | Uma canção à Cid (O sol e as estrelas) | T: Rui Nova; M: Noé Gavina, Rui Nova         | 11.  | 1(0/1)                   |